# Kor (rivier)
De Kor of ook Kur (Perzisch رود کر) is een rivier in Iran.
De rivier ontspringt aan de oostelijke zijde van het Zagrosgebergte in de provincie Fars nabij Sedeh. Er zijn een aantal stuwdammen in de rivier zoals de Mulla Sadra-dam en de Dorodzan-dam. Het water van de rivier wordt veel voor bevloeiing gebruikt. Zo zeer dat er nauwelijks nog water het zoutmeer van Bakhtegan bereikt waarin de rivier uiteindelijk uitmondt.
De rivier stroomt door het Maharloo-Bakhtegan-bekken. De gemiddelde temperatuur is er 17 °C en de regenval is er gemiddeld 240 mm per jaar. In het bekken wordt vooral tarwe, gerst en rijst verbouwd. Bemesting bedraagt fosfaat 184 kg/ha/j en stikstof 342 kg/ha/j. Onderzoek naar de gevolgen van klimaatverandering en toename van landbouwactiviteiten laten zien dat zij tegengestelde werking hebben. Het debiet neemt door klimaatverandering toe, maar door toenemende bevloeiing juist af.
Het stroomgebied staat ook bloot aan vervuiling door de nabijheid van de steden Shiraz, Marvdasht en Zarqan waar petrochemische industrie, aquacultuur, leerbewerking, suiker-, zuivel- en chemische fabrieken  gelegen zijn. Een belangrijk probleem is eutrofiëring. Afhankelijk van de plaats waar deze gemeten werd, varieerde in 2010 de nitraatconcentratie van 2 tot 1421 mg/L. De laatste meetplek lag dicht bij een petrochemisch complex. Op sommige plaatsen is de belasting met zware metalen (As, Cd, Cr, Ni, Pb, Sr, Zn) zorgwekkend omdat het water voor bevloeiing gebruikt wordt.
Paracobitis malapterura is een vissoort die in de rivier voorkomt.
Het bekken van de Kor was in de oudheid de Elamitische streek van Anshan

## Galerij

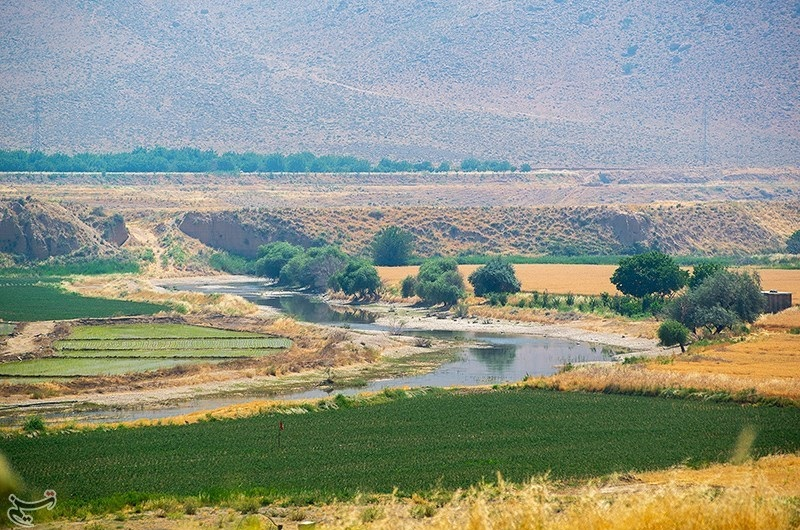
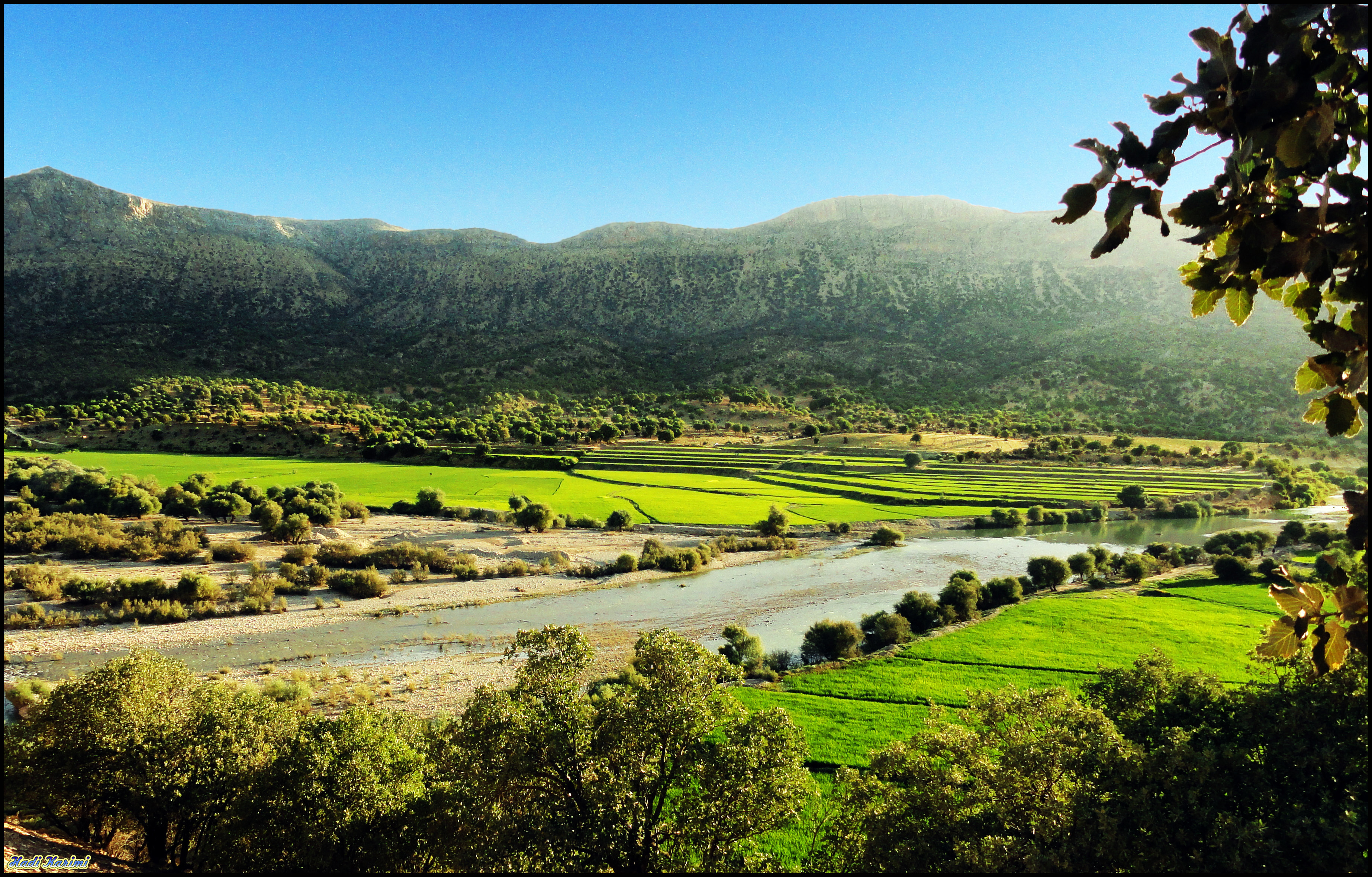
Rijstvelden nabij Kamfirouz
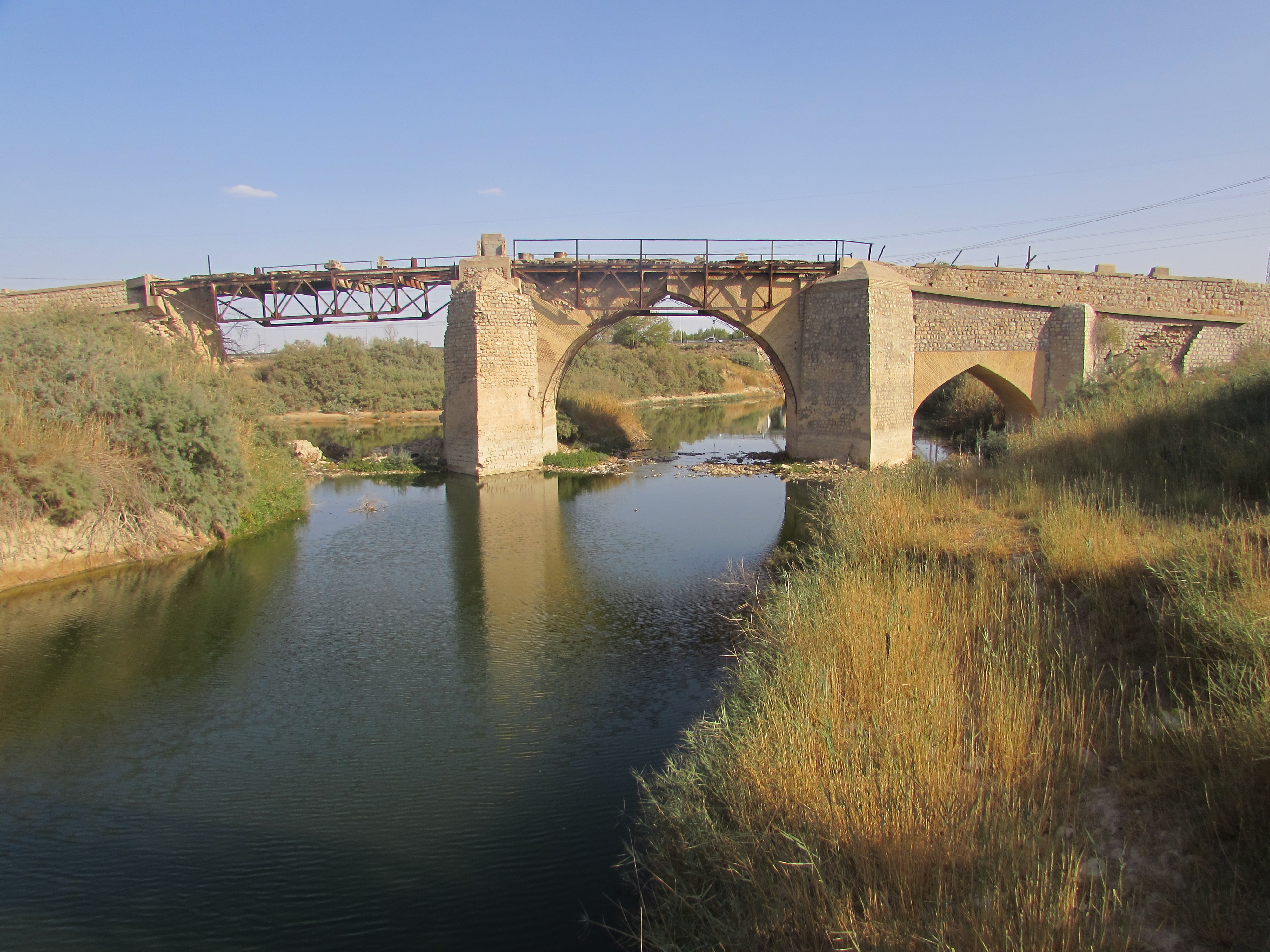
De Khan-brug over de Kor in Marvdasht
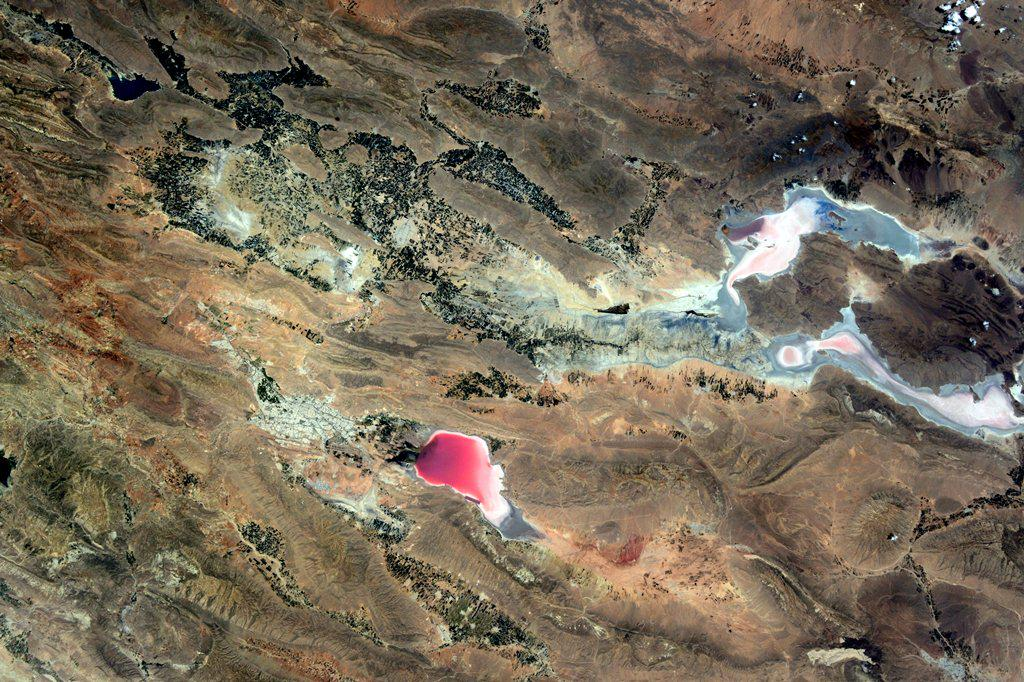
Het Kor-bekken vanuit de ruimte; rechts het Bachteganmeer gedeeltelijk uitgedroogd